# San Antonio Spurs 1989-1990
La stagione 1989-90 dei San Antonio Spurs fu la 14ª nella NBA per la franchigia.
I San Antonio Spurs vinsero la Midwest Division della Western Conference con un record di 56-26. Nei play-off vinsero il primo turno con i Denver Nuggets (3-0), perdendo poi la semifinale di conference con i Portland Trail Blazers (4-3).

## Classifica
| Squadra                | V  | P  | %    | GB |
| ---------------------- | -- | -- | ---- | -- |
| San Antonio Spurs      | 56 | 26 | 68,3 | -  |
| Utah Jazz              | 55 | 27 | 67,1 | 1  |
| Dallas Mavericks       | 47 | 35 | 57,3 | 9  |
| Denver Nuggets         | 43 | 39 | 52,4 | 13 |
| Houston Rockets        | 41 | 41 | 50,0 | 15 |
| Minnesota Timberwolves | 22 | 60 | 26,8 | 34 |
| Charlotte Hornets      | 19 | 63 | 23,2 | 37 |

## Roster
| N° | Naz.                      | Ruolo | Sportivo         | Anno | Alt. | Peso |
| -- | ------------------------- | ----- | ---------------- | ---- | ---- | ---- |
|    | Stati Uniti (bandiera)    | A     | Mike Mitchell    | 1956 | 201  | 98   |
| 00 | Stati Uniti (bandiera)    | G     | Johnny Moore     | 1958 | 185  | 79   |
| 1  | Stati Uniti (bandiera)    | G     | Rod Strickland   | 1966 | 191  | 79   |
| 2  | Stati Uniti (bandiera)    | GA    | Reggie Williams  | 1964 | 201  | 86   |
| 10 | Stati Uniti (bandiera)    | G     | Maurice Cheeks   | 1956 | 185  | 82   |
| 11 | Stati Uniti (bandiera)    | G     | Vernon Maxwell   | 1965 | 193  | 82   |
| 12 | Stati Uniti (bandiera)    | G     | Jeff Lebo        | 1966 | 188  | 82   |
| 14 | Jugoslavia (bandiera)     | A     | Žarko Paspalj    | 1962 | 206  | 98   |
| 25 | Stati Uniti (bandiera)    | A     | David Wingate    | 1963 | 196  | 84   |
| 27 | Stati Uniti (bandiera)    | AC    | Caldwell Jones   | 1950 | 211  | 98   |
| 32 | Stati Uniti (bandiera)    | A     | Sean Elliott     | 1968 | 203  | 93   |
| 33 | Germania Ovest (bandiera) | C     | Uwe Blab         | 1962 | 216  | 114  |
| 34 | Stati Uniti (bandiera)    | A     | Terry Cummings   | 1961 | 206  | 100  |
| 40 | Stati Uniti (bandiera)    | GA    | Willie Anderson  | 1967 | 201  | 86   |
| 42 | Germania Ovest (bandiera) | C     | Chris Welp       | 1964 | 213  | 111  |
| 43 | Stati Uniti (bandiera)    | AC    | Frank Brickowski | 1959 | 206  | 109  |
| 50 | Stati Uniti (bandiera)    | C     | David Robinson   | 1965 | 216  | 107  |

## Staff tecnico
- Allenatore: Larry Brown
- Vice-allenatori: R.C. Buford, Alvin Gentry, Gregg Popovich, Ed Manning